# Test nedovršenih rečenica
Test nedovršenih rečenica jedan je od testova projektivnih tehnika kojima se dvosmislenim podražajima očekuje pacijentov individualni odgovor koje posebno educirani psiholog može protumačiti.

## Uporaba
U testovima nedovršenih rečenica traži se od pacijenta da dovrši nedovršene rečenice. Najčešće se rabi Rotterov test nedovršenih rečenica koji se sastoji od 40 nedovršenih rečenica.